# YSL Records
YSL Records (расшифровывается как Young Stoner Life Records) — американский звукозаписывающий лейбл, базирующийся в Атланте, штат Джорджия. Он был основан в 2016 году рэпером Янг Тагом. Лейбл 300 Entertainment приходится дистрибьютором.

## История

### 2016—2019
О создании лейбла было объявлено 15 ноября 2016 года в видео, которое Янг Таг разместил в своём Snapchat, демонстрируя свой новый офис. В 2017 году он объявил о своём первом подписанте, уроженца Атланты, Gunna. В том же году лейбл подписывает контракт с рэпером YoungBoy Never Broke Again, согласно контракту рэпер должен выпустить на лейбле 5 альбомов. Lil Duke также присоединился к лейблу вместе с сёстрами Тага Долли и Хидораа.
15 августа 2018 года Таг анонсировал микстейп с участием подписантов лейбла, кроме YoungBoy Never Broke Again, под названием Slime Language, который он выпустил в свой 27-й день рождения 16 августа.
22 февраля 2019 года Gunna выпустил свой дебютный студийный альбом Drip or Drown 2, вслед за синглом с альбома «One Call» и клипом на него. 14 июня Lil Keed выпустил свой дебютный студийный альбом Long Live Mexico.

### 2020-н.в.
28 февраля 2020 года Zaytoven выпустил микстейп A-Team совместно с Lil Keed, Lil Gotit и Lil Yachty. В марте Gunna анонсировал свой второй студийный альбом Wunna. Его главный сингл Skybox был выпущен 6 марта вместе с видеоклипом.
7 августа 2020 года Lil Keed выпустил свой второй студийный альбом Trapped on Cleveland 3 на лейбле YSL Records.
16 апреля 2021 года был выпущен сиквел дебютного микстейпа лейбла Slime Language 2.
7 января 2022 года Gunna выпустил свой третий студийный альбом DS4Ever, который стал четвёртой и последней частью его серии Drip Season.
9 мая 2022 года Янг Тагу, Gunna и ещё 28 людям, связанным с YSL, было предъявлено обвинение по 56 пунктам Закона RICO.
13 мая 2022 года Lil Keed умер в возрасте 24 лет.
14 декабря того же года Gunna признал себя виновным по единственному обвинению в рэкете и заявил, что YSL является преступной группировкой. Он был приговорён к пяти годам условного заключения с заменой одного года на отбытый срок и к 500 часам общественных работ; в тот же день он был освобожден из тюрьмы. 17 декабря свою вину также признали рэперы Slimelife Shawty и Lil Duke, оба были приговорены к 10 годам условного заключения с заменой отбытого срока.
31 октября 2024 года Young Thug был освобождён из тюрьмы после того, как принял сделку о признании вины, и был приговорён к 15 годам условного срока. В случае нарушения условии условного срока, ему может грозить до 23 лет тюрьмы.

## Подписанты

### Действующие
| Имя              | Год подписания контракта | Релизы (на лейбле) |
| ---------------- | ------------------------ | ------------------ |
| Янг Таг          | Основатель               | 10                 |
| Gunna            | 2017                     | 8                  |
| Strick           | 2017                     | 4                  |
| Lil Duke         | 2017                     | 2                  |
| Dolly White      | 2017                     | -                  |
| GLOUCOMA         | 2017                     | -                  |
| Slimelife Shawty | 2017                     | 3                  |
| Yung Kayo        | 2020                     | 1                  |

### Бывшие
| Имя                        | Годы на лейбле | Релизы (на лейбле) |
| -------------------------- | -------------- | ------------------ |
| Lil Baby                   | 2016           | -                  |
| YoungBoy Never Broke Again | 2017           | -                  |
| Lil Keed                   | 2018-2022      | 7                  |

Несколько исполнителей, таких как Lil Baby (ранее был подписан), Lil Gotit, YNW Melly, Lil Uzi Vert, Nav и Travis Scott сотрудничают с лейблом YSL, но не подписали контракт.

## Дискография

### Микстейпы
- 2018 — «Slime Language[англ.]»
- 2021 — «Slime Language 2»

## В массовой культуре
В песнях членов YSL обычно упоминается фраза «SLATT» (Slime Love All The Time). Аббревиатура была создана Янг Тагом, основателем YSL Records, и впервые была использована ещё в 2013 году. Также 27 декабря 2019 года рэпер запустил бренд одежды SPIDER, подписанный аффилированными лицами YSL.